# Dabakan

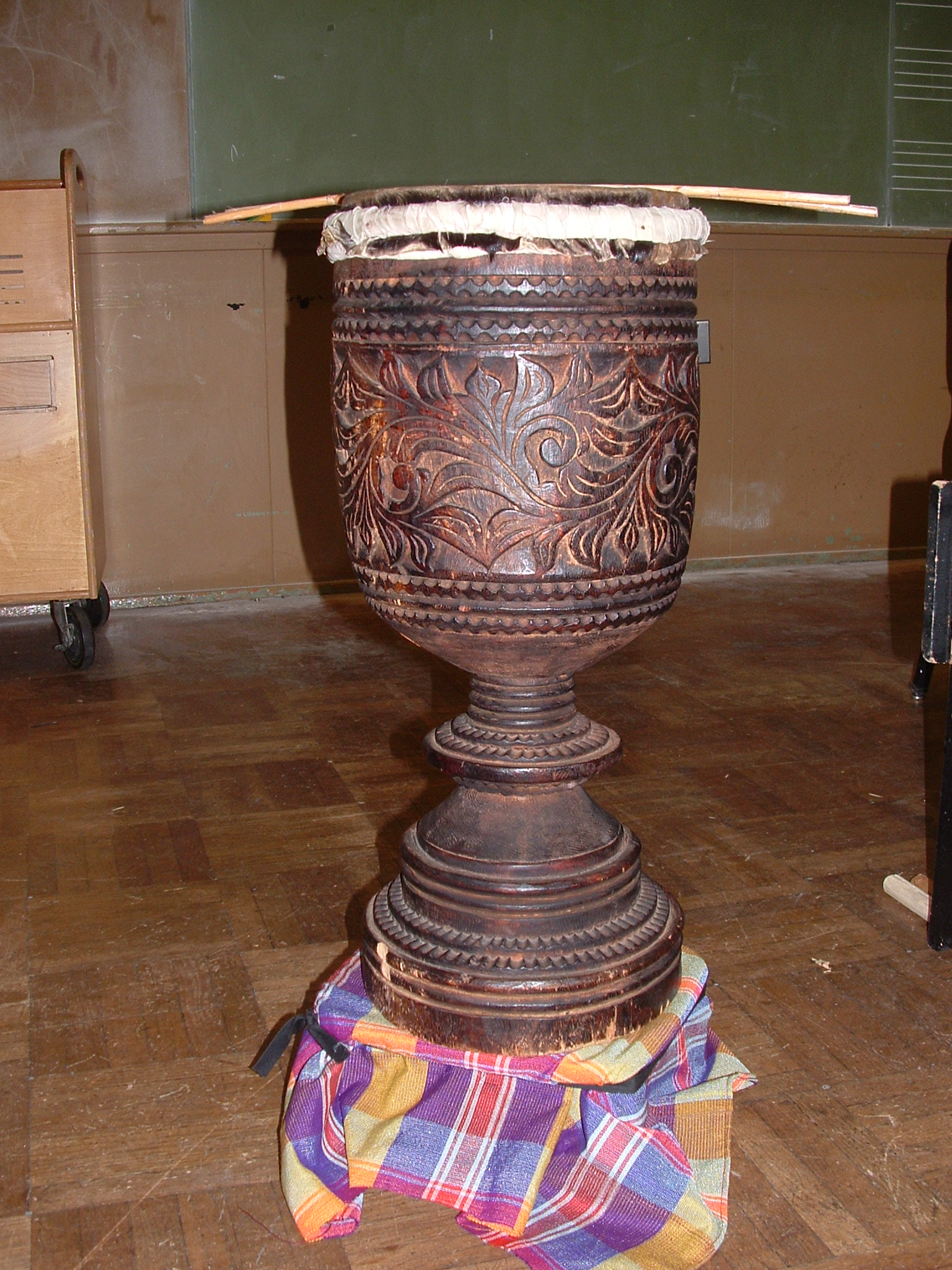
Dabakan

Dabakan ist eine einfellige Bechertrommel auf den Philippinen, die besonders im Kulintang-Ensemble gespielt wird.
Ihr Korpus, der wegen seiner Form auch zu den Sanduhrtrommeln gezählt werden kann, besteht aus dem Holz eines Jackfruchtbaumes- oder einer Kokospalme. Das Trommelfell wird aus der Haut einer Kuh, einer Schlange oder einer Echse hergestellt. Die Trommel wird mit Bambus- oder Rattanstöcken geschlagen.

## Galerie

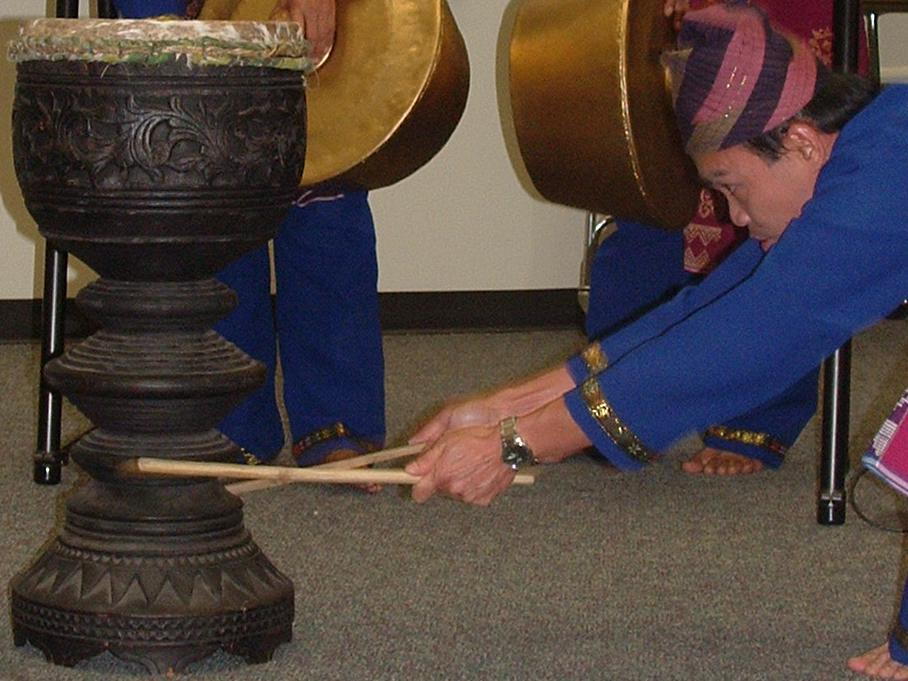
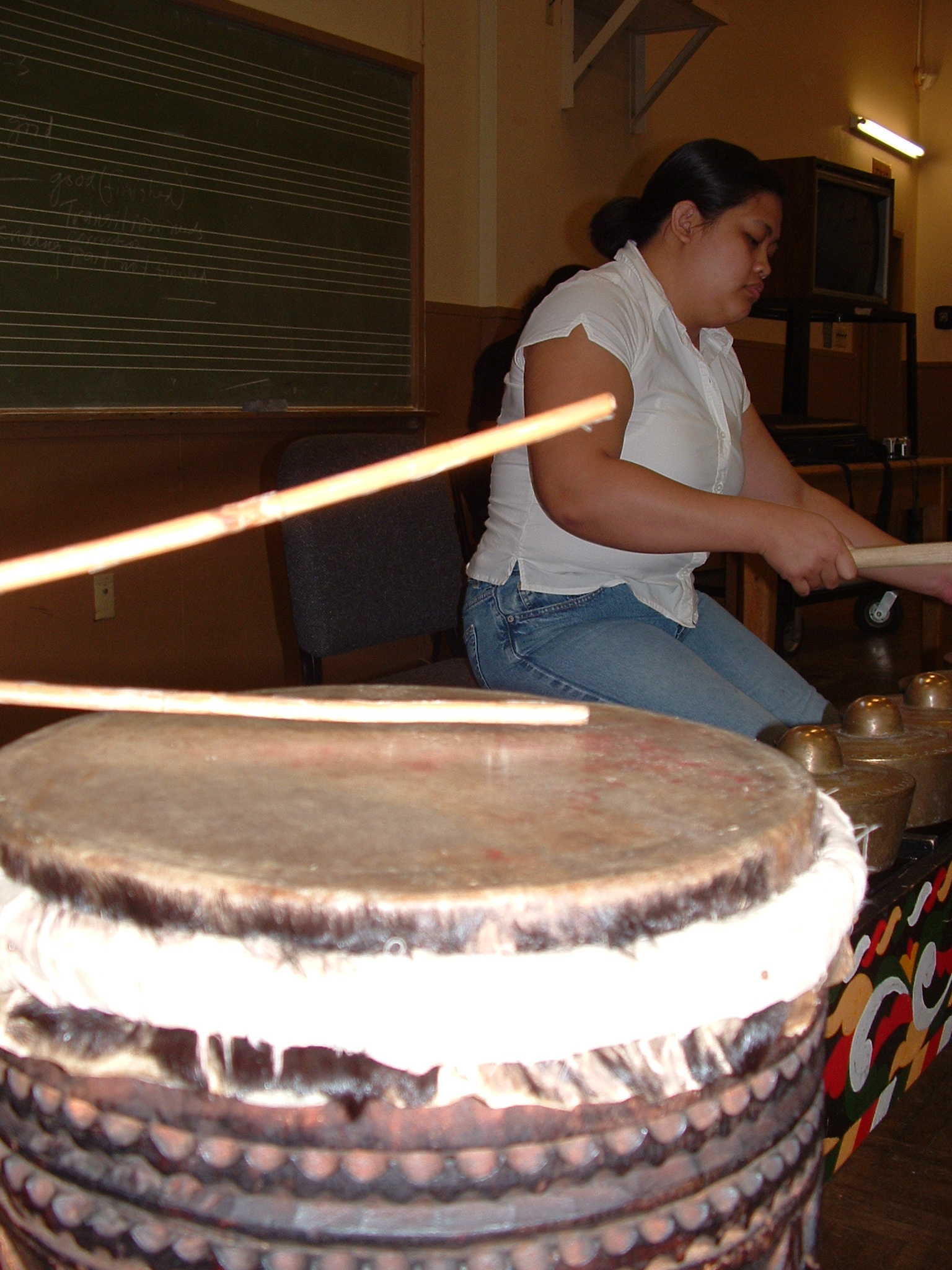
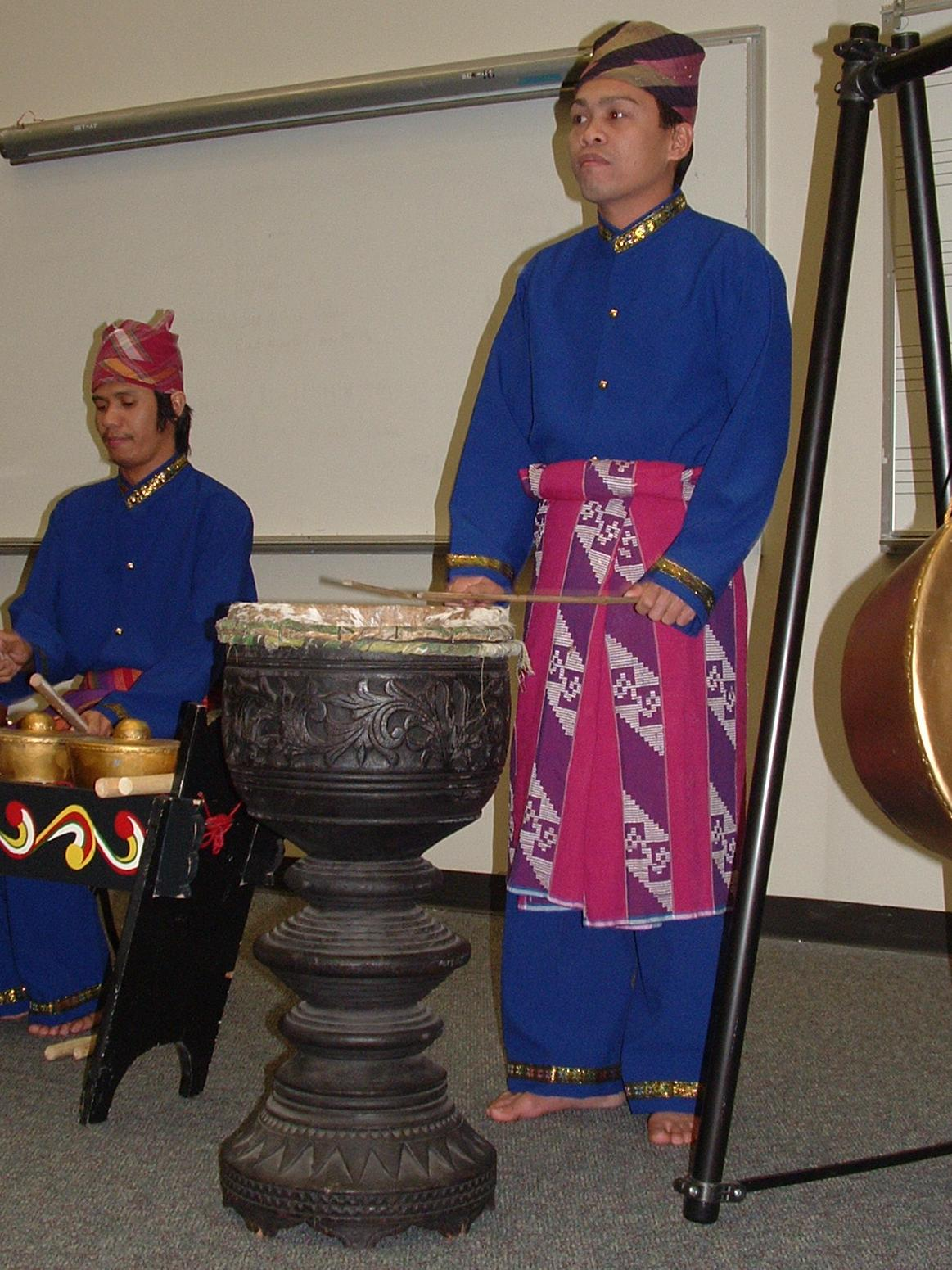